# Список премьер-министров Шлезвиг-Гольштейна
Премьер-министр Шлезвиг-Гольштейна (нем. Ministerpräsident von Schleswig-Holstein) — глава правительства земли Шлезвиг-Гольштейна.
С 2017 года должность занимает Даниель Гюнтер, член Христианско-Демократического союза.

## Список премьер-министров
| Портрет | Имя и фамилия           | Годы жизни  | Начало полномочий | Окончание полномочий | Количество дней | Политическая партия              |
| ------- | ----------------------- | ----------- | ----------------- | -------------------- | --------------- | -------------------------------- |
| —       | Теодор Штельцер         | 1885 — 1967 | 12 сентября 1946  | 29 апреля 1947       | 229             | Христианско-Демократический союз |
|         | Герман Ледеман          | 1880 — 1959 | 29 апреля 1947    | 29 августа 1949      | 853             | Социал-демократическая партия    |
| —       | Бруно Дикманн           | 1897 — 1982 | 29 августа 1949   | 5 сентября 1950      | 372             | Социал-демократическая партия    |
|         | Вальтер Бартрам         | 1893 — 1971 | 5 сентября 1950   | 25 июня 1951         | 293             | Христианско-Демократический союз |
| —       | Фридрих Вильгельм Любке | 1887 — 1954 | 25 июня 1951      | 2 октября 1954       | 1195            | Христианско-Демократический союз |
|         | Кай-Уве фон Хассель     | 1913 — 1997 | 11 октября 1954   | 14 января 1963       | 3017            | Христианско-Демократический союз |
|         | Гельмут Лемке           | 1907 — 1990 | 14 января 1963    | 24 мая 1971          | 3052            | Христианско-Демократический союз |
|         | Герхард Штольтенберг    | 1928 — 2001 | 24 мая 1971       | 14 октября 1982      | 4161            | Христианско-Демократический союз |
|         | Уве Баршель             | 1944 — 1987 | 14 октября 1982   | 2 октября 1987       | 1814            | Христианско-Демократический союз |
|         | Хеннинг Шварц           | 1928 — 1993 | 2 октября 1987    | 31 мая 1988          | 242             | Христианско-Демократический союз |
|         | Бьёрн Энгхольм          | род. 1939   | 31 мая 1988       | 19 мая 1993          | 1814            | Социал-демократическая партия    |
|         | Хайде Симонис           | 1943 — 2023 | 19 мая 1993       | 27 апреля 2005       | 4361            | Социал-демократическая партия    |
|         | Петер Гарри Карстенсен  | род. 1947   | 27 апреля 2005    | 12 июня 2012         | 2603            | Христианско-Демократический союз |
|         | Торстен Альбиг          | род. 1963   | 12 июня 2012 года | 28 июня 2017 года    | 1842            | Социал-демократическая партия    |
|         | Даниэль Гюнтер          | род. 1973   | 28 июня 2017 года | Действующий          | 2817            | Христианско-Демократический союз |